# Аннандейл (город)
Аннандейл (англ. Annandale) — город в округе Райт, штат Миннесота, США. На площади 7 км², согласно переписи 2002 года, проживают 2684 человека. Плотность населения составляет 382,4 чел./км². Водоёмов нет.
- Телефонный код города — 320
- Почтовый индекс — 55302
- FIPS-код города — 27-01684[1]
- GNIS-идентификатор — 0639390[2]